# Milán Füst
Milán Füst (n. 17 iulie 1888, Budapesta, Austro-Ungaria – d. 26 iulie 1967, Budapesta, Republica Populară Ungară) a fost un scriitor maghiar. Cel mai cunoscut roman al său, A feleségem története (Povestea nevestei mele), a apărut în 1942. A primit Premiul Kossuth în 1948.
În Povestea nevestei mele, un bărbat face un pariu cu prietenul său că se va căsători cu următoarea femeie care intră în cafeneaua în care mănâncă. Un film omonim regizat de Ildikó Enyedi este bazat pe acest roman.

## Traduceri
- Povestea nevestei mele, roman
- Tava de aur, Ed. Univers